# Bytecoin
Bytecoin (BCN) — криптовалюта, що використовує алгоритм хешування CryptoNote, запущена в липні 2012 року як платіжна система, орієнтована на підвищену конфіденційність транзакцій. Програмне забезпеченням з відкритим вихідним кодом. Перша криптовалюта на алгоритмі CryptoNote.

## Історія
З моменту запуску в 2012 році відбулося кілька покращень, в тому числі з'явилися багатозначні транзакції і кілька оновлень безпеки. У 2013 році оригінальна реалізація CryptoNote на Java була переписана з використанням C++. Блокчейн Bytecoin містить додаткову інформацію, не пов'язану безпосередньо з транзакціями: кілька блоків включають географічні координати університетів, навчальні заклади серед інших будівель. Блоки, створені з 11 серпня 2012 року, містять цитати з Cyphernomicon, Neuromancer Вільяма Гібсона і інших авторів.
31 березня 2015 року розробники Bytecoin оголосили про свою дорожню карту для декількох майбутніх випусків. Серед інших були згадані:
- платіжний шлюз, здатний одночасно обробляти тисячі транзакцій
- програмне забезпечення для клієнтів з графічним інтерфейсом GUI (випущено кілька тижнів потому в квітні 2015 року)
- кілька рівнів API для інтеграції з іншим програмним забезпеченням
- система псевдонімів на основі блокчейна
- блоковані активи
- смарт-контракти з вбудованою мовою для навчання.

## Особливості
Bytecoin використовує доказ виконаної роботи, який активно використовує систему команд AES для мікропроцесорів x86 і велику кількість пам'яті, що робить майнінг на GPU і ASIC менш ефективним, ніж для Біткойна. Завдяки використовуваному алгоритму хешування майнінг на малопотужних процесорах може бути економічно вигідним.
Bytecoin використовує CryptoNote, заснований на кільцевому підписі за алгоритмом EdDSA, запропонованого американським математиком Даніелем Бернштейном (англ. Daniel J. Bernstein). До цієї основи була додана додаткова обфускація транзакцій.
На базовому рівні забезпечується пасивне змішування: всі транзакції в системі є анонімними, і всі учасники системи можуть використовувати правдоподібне заперечення в разі конфліктних ситуацій.
Незв'язувані транзакції — завжди використовуються одноразові ключі, навіть якщо відправник і одержувач залишаються однаковими для кількох транзакцій, в тому числі і для випадку, якщо транзакції відбуваються між адресами одного власника.
Опір блокового ланцюга — CryptoNote знижує ризики, пов'язані з повторним використанням ключів і трасуванням маршрутів. Кожна адреса платежу являє собою унікальний одноразовий ключ, отриманий як з даних відправника, так і одержувача. Використання підпису на вході породжує невизначеність: який із залишків тільки що було витрачено?
Якщо намалювати граф з адресами в вершинах і транзакціях по краях, вийде дерево: графік без будь-яких циклів (бо жоден ключ / адреса не використовувався двічі). При цьому кожен кільцевий підпис породжує невизначеність. Таким чином, ви не можете бути впевнені в тому, яким шляхом йшла транзакція до кінцевої адреси. Залежно від розміру «кільця», невизначеність може бути від «одного з двох» до «одного з тисячі». Кожна наступна транзакція збільшує ентропію і створює додаткові перешкоди для аналітика.
Стандартна транзакція CryptoNote генерується такою послідовністю, описаною в документі:
- Боб вирішує використовувати те, що було відправлено на разовий публічний ключ. Йому потрібен Екстра (1), TxOutNumber (2) і його закритий ключ (3) для відновлення його одноразового закритого ключа (4).
- За транзакції відправлення на адресу Керол, Боб генерує своє Додаткове значення випадковим чином (5). Він використовує Екстра (6), TxOutNumber (7) і відкритий ключ Керол (8), щоб отримати її відкритий ключ для формування виходу (9).
- На вході Боб кільцевим підписом приховує посилання на свій висновок серед зовнішніх ключів (10). Щоб запобігти подвійній витраті, він також упаковує ключове зображення, отримане з його одноразового закритого ключа (11).
- Нарешті Боб підписує транзакцію, використовуючи свій одноразовий закритий ключ (12), всі відкриті ключі (13) і ключове зображення (14). Він приєднує підсумковий кільцевий підпис до кінця транзакції (15).[5]

### Ключові можливості Bytecoin
- Транзакції обробляються приблизно за 2 хвилини.
- Отримання інформації про транзакції значною мірою ускладнюється, якщо власник не дозволить їх бачити партнерам і третім особам.[6][7]

## Критика і проблеми
У 2014 році стало відомо, що під час запуску Bytecoin розробниками був здійснений попередній випуск і зарахування на свої рахунки 80% заявленого обсягу емісії, що викликало бурхливу критику з боку професійної спільноти і стало основною причиною появи проекту Monero, що також використовує алгоритм CryptoNote.
У жовтні 2018 року декілька великих сервісів обміну криптовалют (Binance, OKEx) перестали проводити операції з Bytecoin. OKEx заявила, що це пов'язано з критичною уразливістю в вихідному коді Bytecoin. У листопаді 2018 на майданчику обміну Poloniex спостерігалася аномально повільна швидкість зарахування депозитів в Bytecoin, що, ймовірно, було пов'язано з раніше згаданою вразливістю. Все це негативно позначилося на розвитку проєкту та на курсі криптовалюти.